# Danil Nikolajewitsch Lipowoi
Danil Nikolajewitsch Lipowoi (russisch Данил Николаевич Липовой; * 22. September 1999 in Kirow) ist ein russischer Fußballspieler.

## Karriere

### Verein
Lipowoi begann seine Karriere beim FK Dynamo Moskau. Im April 2017 spielte er erstmals für die zweite Mannschaft von Dynamo in der drittklassigen Perwenstwo PFL. Bis Saisonende kam er zu neun Drittligaeinsätzen, in denen er vier Tore erzielte. Nach der Saison 2016/17 stellte Dynamo-2 den Spielbetrieb allerdings ein, woraufhin Lipowoi wieder in den Kader der U-19 rückte.
Im August 2018 stand er gegen den FK Ufa erstmals im Kader der Profis der Moskauer. Sein Debüt für diese gab er im September 2018 im Cup gegen Torpedo Moskau. Im November 2018 debütierte er schließlich auch in der Premjer-Liga, als er am 16. Spieltag der Saison 2018/19 gegen Rubin Kasan in der 64. Minute für Miguel Cardoso eingewechselt wurde. Bis Saisonende kam er zu drei Einsätzen in der höchsten russischen Spielklasse.
Im August 2019 wurde er innerhalb der Liga an den FK Orenburg verliehen. In Orenburg konnte er sich jedoch nicht durchsetzen und kam bis zum Ende der Leihe zu fünf Einsätzen in der Premjer-Liga, aus der er mit dem Verein zu Saisonende abstieg. Zur Saison 2020/21 kehrte er zunächst wieder nach Moskau zurück, ehe er im August 2020 ein zweites Mal verliehen wurde, diesmal an den Ligakonkurrenten FK Chimki. Allerdings konnte sich Lipowoi auch in Chimki nicht durchsetzen und so wurde die Leihe nach acht Einsätzen für den Verein im Dezember 2020 vorzeitig beendet. Daraufhin kehrte er nach Moskau zurück. Dort kam er bis Saisonende zu zwei Erstligaeinsätzen.
Zur Saison 2021/22 wechselte Lipowoi zum Ligakonkurrenten Krylja Sowetow Samara. In der Saison 2021/22 kam er für Samara zu 14 Einsätzen. In der Saison 2022/23 absolvierte er bis zur Winterpause fünf Partien im Oberhaus, ehe er im Januar 2023 an den Zweitligisten Wolgar Astrachan verliehen wurde.

### Nationalmannschaft
Lipowoi kam im April 2017 zu vier Einsätzen für die russische U-18-Auswahl. Im September 2017 spielte er ein Mal für die U-19-Mannschaft. Zwischen Juli 2018 und Juni 2019 kam er zu zehn Einsätzen im U-20-Team.